# García Fernández Manrique
Para otros personajes del mismo nombre, véase García Fernández; para los condes de Castañeda, Garci Fernández Manrique.
García Fernández Manrique de Lara (m. Madrid, 28 de enero de 1546 o el 28 de mayo de 1546), o Garci Fernández Manrique, III conde de Osorno, fue un noble y hombre de estado español. Aparte del condado, heredó de su padre los señoríos de Galisteo, Villasirga, San Martín de Monte y Villovieco.

## Orígenes familiares
García Fernández Manrique de Lara y Toledo fue hijo primogénito del II conde de Osorno, Pedro Fernández Manrique, y de Teresa de Toledo, hija a su vez del I duque de Alba García Álvarez de Toledo.

## Biografía
Asistente de Sevilla entre 1522 y 1523, consejero de estado de Carlos I desde 1526, trece de la orden de Santiago y presidente del Consejo de Órdenes desde 1527 y presidente interino del Consejo de Indias dos veces entre 1529-35 y entre 1538 y 1546, en ausencia de su titular el cardenal García de Loaysa.

## Matrimonio e hijos
García Fernández Manrique contrajo matrimonio en tres ocasiones. Su primera esposa fue Juana Enríquez, prima hermana de su madre, hija de Francisco Enríquez de Quiñones, señor de la Vega de Ruiponce y de la Torre y de Elvira Manrique. Juana falleció unos quince días después de llegar a Osorno y recibió sepultura en el convento de la Santísima Trinidad en Burgos. No hubo descendencia de este matrimonio.
Posteriormente, contrajo matrimonio con Juana de Cabrera y Bobadilla, hija de Andrés de Cabrera, I marqués de Moya, y Beatriz Fernández de Bobadilla, señora de Chinchón, con la que tampoco tuvo descendencia debido a la temprana muerte de Juana.
Su último matrimonio —en menos de dos años desde el fallecimiento de su primera esposa— fue con María de Luna y Bobadilla, hija de Álvaro de Luna y Ayala y de Isabel de Bobadilla, señores de Fuentidueña. Las capitulaciones para este tercer matrimonio se firmaron el 9 de agosto de 1505. Fueron padres de:
- Pedro Fernández Manrique, IV conde de Osorno, señor de Galisteo, nacido en Zamora.[12]
- Alonso Manrique. Su padre creó un mayorazgo a su favor que comprendía 160 000 maravedíes de juro en el arzobispado de Sevilla y en el de Cádiz, así como varias heredades. Fue maestresala del emperador Carlos V, señor de Grañeras, Sagrejas y Casa-Solís y caballero de la Orden de Santiago con as encomiendas de Ribera y Aranchel.[13] Contrajo matrimonio con Inés Solís, señora de Sagrejas y Malpartida.
- Juan de Luna, domínico, renunció a sus legítimas a favor de sus padres.[14]
- María Magdalena Manríque, casada con Andrés Hurtado de Mendoza, virrey del Perú, II marqués de Cañete. Después de enviudar, el rey Felipe II la nombró aya de las infantas Isabel Clara Eugenia y Catalina Micaela.[14]
- Isabel Manrique, casada con Gaspar Gastón de la Cerda y Mendoza,[15] señor de Pastrana, hijo de Diego Hurtado de Mendoza y Lemos, I conde de Mélito.[15]
- Catalina Manrique, casada con Garci López de Carvajal, hijo primogénito de Francisco de Carvajal, embajador de los Reyes Católicos en Portugal[15] señor de Torrejón el Rubio

| Predecesor: Sancho Martínez de Leyva | Asistente de Sevilla 1522 - 1523                           | Sucesor: Juan de Silva y Rivera  |
| Predecesor: Antonio Fonseca          | Presidente del Consejo de Órdenes 1527 - 1546              | Sucesor: Enrique de Toledo       |
| Predecesor: García de Loaysa         | Presidente del Consejo de Indias 1529 - 1535 y 1538 - 1546 | Sucesor: Luis Hurtado de Mendoza |